# Batha (rzeka)
Batha – rzeka okresowa w Czadzie. Ma źródło 30 mil (48 km) na zachód od miasta Adré, w pobliżu granicy z Sudanem. Płynie w kierunku zachodnim przez regiony Wadaj i Batha, uchodzi do jeziora Fitri w pobliżu miasta Yao. Ma 325 mil (523 km) długości. Poza porą deszczową, rzeka bardziej przypomina wadi i jest przez większość roku wyschnięta. Nazwa rzeki w języku arabskim oznacza bagniste tereny, szczególnie koryta rzeki.